# Nagari Panyakalan
Nagari Panyakalan is een bestuurslaag in het regentschap Solok van de provincie West-Sumatra, Indonesië. Nagari Panyakalan telt 4426 inwoners (volkstelling 2010).